# Киртиј су Бирнан
Киртиј су Бирнан (фр. Curtil-sous-Burnand) насеље је и општина у источном делу централне Француске у региону Бургоња, у департману Саона и Лоара која припада префектури Макон.
По подацима из 2011. године у општини је живело 127 становника, а густина насељености је износила 15,23 становника/km². Општина се простире на површини од 8,34 km². Налази се на средњој надморској висини од 260 метара (максималној 402 m, а минималној 209 m).

## Демографија
| 1962. | 1968. | 1975. | 1982. | 1990. | 1999. | 2011. |
| ----- | ----- | ----- | ----- | ----- | ----- | ----- |
| 158   | 161   | 157   | 134   | 130   | 138   | 127   |

График промене броја становника у току последњих година